# قائمة النجوم الخفيفة
قائمة أخف النجوم هذه قائمة للنجوم الأقل كتلة (بالإنجليزية: List of least massive stars)‏ مقارنة مع كتلة المشتري وكتلة الشمس.

## كتلة الشمس
رمزها التقليدي
و قيمتها هي:
{\displaystyle M_{\bigodot }=1,9891\times 10^{30}{\hbox{ kg}}}

## كتلة المشتري
1.8986×1027 كلغم.
الرمز:(MJ).

## الاقزام البنيةوالاقزام الحمراء
وتشمل هذه القائمة الاقزام البنية والاقزام الحمراء القزم البني في الخلفية البنية والقزم الاحمر في الخلفية الحمراء أو البرتقالية
على الرغم من أن الأقزام البنية تفتقر للكتلة الكافية لإشعال الانصهار الهيدروجيني الأساسي (75-87 MJ، اعتمادا على معدنية)، وأصغر النجوم الأقزام الحمراء يمكن أن يكون لها مثل هذه الدرجات من الحرارة في الغلاف الجوي البارد نسبيا (أقل من 4,000 كلفن)، وأنه من الصعب تمييزها عن الأقزام البنية.
كتلة القزم بني لا يمكن أن تكون أقل من 13 MJ، لأن الحرارة الناتجة عن طريق ضغط الجاذبية أقل من هذه النقطة الحرجة و هي غير كافية لدمج الديوتريوم في الصميم. وفقا للنماذج الداخلية القزم البني، ومن المتوقع أن تكون الظروف النموذجية في قلب النجم، الكثافة ودرجة الحرارة والضغط: كما يلي:: {\displaystyle \rho _{c}\sim 10-10^{3}\,\mathrm {\tfrac {g}{cm^{3}}} }
{\displaystyle T_{c}\lesssim 3\times 10^{6}\,\mathrm {K} }
{\displaystyle P_{c}\sim 10^{5}\,\mathrm {Mbar} }
| اسم النجم                     | كتلة شمسية كتلة الشمس | كتلة المشتري |
| ----------------------------- | --------------------- | ------------ |
| المشتري كمرجع                 | 0.00096               | 1            |
| ----                          | ----                  | --           |
| أو تي اس 44                   | 0.013                 | 15           |
| Oph1622 A                     | 0.014                 | 15.5         |
| Oph1622 B                     | 0.016                 | 17.5         |
| جليسي 229B                    | 0.021                 | 25           |
| 2M1207                        | 0.021                 | 25           |
| إبسلن إندي                    | 0.024                 | 28           |
| HD 98230B                     | 0.037                 | 39           |
| تيد 1                         | 0.041                 | 43           |
| إبسلن إندي                    | 0.045                 | 47           |
| جليسي 570D                    | 0.050                 | 52           |
| LP 944-020                    | 0.056                 | 58           |
| 2MASS 0415-0935               | 0.060                 | 63           |
| DENIS 1048-0039               | 0.065                 | 68           |
| ال اس ار جي 1835+3259         | 0.070                 | 75           |
| DENIS 0255-4700               | 0.070                 | 75           |
| V1581 Cygni C                 | 0.074                 | 79           |
| 2MASS 0532+8246               | 0.077                 | 81           |
| GJ 3877 ‏                      | 0.077                 | 81           |
| Gliese 165B                   | 0.080                 | 84           |
| غليس 623 ‏B                    | 0.080                 | 84           |
| LHS 1070B                     | 0.080                 | 84           |
| LHS 1070C                     | 0.080                 | 84           |
| روس 614B                      | 0.080                 | 84           |
| نجم أحمر تيجاردن              | 0.080                 | 84           |
| Van Biesbroeck's Star (VB 10) | 0.080                 | 84           |
| جليسي 105C                    | 0.082                 | 86           |
| LHS 292                       | 0.083                 | 87           |
| LP 731-058                    | 0.083                 | 87           |
| DX Cancri                     | 0.087                 | 91           |
| Van Briesboeck 8 (VB 8)       | 0.088                 | 92           |
| AB Doradus C                  | 0.089                 | 93           |
| OGLE-TR-122b                  | 0.091                 | 96           |
| وولف 359                      | 0.1                   | 105          |
| ----                          | ----                  | --           |
| الشمس كمرجع                   | 1                     | 1042         |